# Кудрева, Наталья Алексеевна
Ната́лья Алексе́евна Ку́древа (до 1969-го — Вертюк; р. 8 июня 1942, Краснодар) — советская волейболистка, игрок сборной СССР в 1972 году. Олимпийская чемпионка 1972. Заслуженный мастер спорта России (2003).

## Биография
Родилась и начала заниматься волейболом в Краснодаре.
Выступала за команды: 1961 —1967 — «Динамо» (Краснодар), 1968—1977 — «Буревестник» (Ленинград). Двукратный серебряный (1969 и 1970) и бронзовый (1968) призёр чемпионатов СССР. Победитель розыгрыша Кубка СССР 1973. В составе сборной Ленинграда стала серебряным призёром Спартакиады народов СССР 1971.
В 1969 году в составе студенческой сборной СССР стала победительницей Всемирной Универсиады в Турине.
В 1972 году в составе сборной СССР стала олимпийской чемпионкой.
После завершения спортивной карьеры работала преподавателем в Ленинградском электротехническом институте (ЛЭТИ, ныне — Санкт-Петербургский государственный электротехнический университет).

## Награды
- Медаль «За трудовое отличие».
- Медаль «В память 300-летия Санкт-Петербурга».
- почётный знак ОКР «За заслуги в развитии олимпийского движения в России» (2002).
- почётный знак ВФВ «За заслуги в развитии волейбола в России» (2008).
- почётный знак ВФВ «За вклад в победу на олимпийских играх» (2013).

## Источник
- Волейбол: Энциклопедия / Сост. В. Л. Свиридов, О. С. Чехов. — Томск: Компания «Янсон», 2001.